# Hendrik I van Berg
Hendrik I van Berg of Hendrik van Berg-Schelklingen (circa 1073 Schelklingen - circa 24 September 1122 Zwiefalten, Reutlingen) was een graaf van Berg.
Hendrik was getrouwd met Adelheid van Mochental. Hij kreeg drie zonen (Dypold II, Henryk en Rapot) en drie dochters: Richeza, Sophia en Salomea van Berg.